# 시민 불복종 (소로)
시민 불복종 (Civil Disobedience) 은 미국의 초월주의자인 헨리 데이비드 소로의 단편 에세이로 1849년에 최초로 출판되었다.  소로는 시민 개인들 각자가 그들의 정부가 그들의 양심을 무력하게 하거나 또는 과잉 지배하도록 허용해서는 안된다고 주장하였다. 또한 개인들이 정부가 그들이 부당한 행위의 행위자로 만들도록 허용하는 묵종을 허용하는 것을 피하는 권리가 있다고 말하였다.  그의 사상은 그의 노예제도 반대와 멕시코-미국 전쟁 (1846-1848)에 의해 영향을 받은 것이다.
소로는 무정부주의자로 불리기도 하는데, 그가 이 저서에서 "가장 훌륭한 정부은 가장 적게 통치하는 정부" 라는 말과 연관이 있다.  이것은 결론적으로 "전혀 통치하지 않는 정부가 가장 훌륭한 정부"로 결론 맺고 있다.